# Expertenrat
Der Expertenrat (persisch مجلس خبرگان رهبری Madschles-e Chebregan-e rahbari, DMG Maǧles-e ḫebregān-e rahbarī, ‚Expertenrat der Führung‘) ist ein Verfassungsorgan der Islamischen Republik Iran  und hat die Aufgabe, nach Art. 111 der iranischen Verfassung den Revolutionsführer zu wählen und zu überwachen. Die 88 Mitglieder des Expertenrates werden vom Wächterrat auf ihre Übereinstimmung mit der iranischen Verfassung und den islamischen Lehren überprüft, zur Wahl zugelassen und alle 8 Jahre vom Volk gewählt.

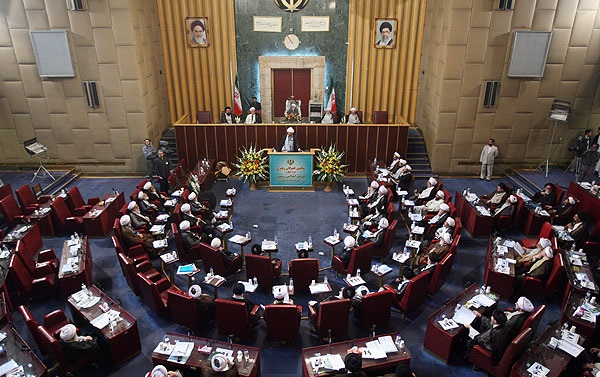
Der Expertenrat am 4. September 2007; im Hintergrund die Porträts von Chomeini und Chamenei

## Geschichte
Erstmals wurde der Expertenrat am 10. Dezember 1982 gewählt. Im Gegensatz zur Regierung in Teheran tagte er seit seiner ersten Sitzung am 13. Juli 1983 zunächst in Qom, später im Gebäude des ehemaligen Senats des Iran. Die erste Wahlperiode dauerte bis zur Wahl am 8. Oktober 1990. Die nächsten Wahlen wurden am 23. Oktober 1998 durchgeführt. Die Wahl für die aktuelle vierte Amtsperiode fand am 15. Dezember 2006 statt und wurde durch die medienwirksame Aufmerksamkeit und Polarisierung zwischen dem ultra-religiösen Mohammad Taqi Mesbah Yazdi und dem pragmatischen Ali-Akbar Haschemi Rafsandschani bestimmt.
Der Expertenrat wird häufig mit der Expertenversammlung verwechselt, deren Aufgabe die Ausarbeitung und Bestätigung der iranischen Verfassung am 12. September 1979 darstellte.

## Kandidaten und Mitglieder
Die vom Wächterrat überprüften und zugelassenen Kandidaten benötigen als Reputation die „politische und gesellschaftliche“ Übereinstimmung mit der Islamischen Republik Iran. Unter den Mitgliedern befinden sich Mullahs mit mindestens dem religiösen Titel Hodschatoleslam, die nach Art 109 der Verfassung zur politischen und gesellschaftlichen Führung geeignet sind und die Fähigkeit zur Erteilung von Rechtsgutachten (Idschtihād) haben.
Ein in Deutschland tätiges Mitglied des Expertenrats ist der seit April 2009 amtierende Leiter und Direktor des Islamischen Zentrums Hamburg, Reza Ramezani.

## Aufgaben
Der Expertenrat tritt jedes Jahr für mindestens 5 Tage zusammen und hat dann die Aufgabe, nach Art. 111 der Verfassung, die Amtsführung des Revolutionsführers zu beobachten und seine gesetzlichen Pflichten zu überprüfen. Im Krankheitsfalle oder bei Missachtung seiner Pflichten der Amtsführung kann der Revolutionsführer vom Expertenrat seines Amtes enthoben werden. Faktisch dürfte dies eine rein akademische Frage darstellen, da der Revolutionsführer die Hälfte des Wächterrats bestimmt und dieser die Vorauswahl der Kandidaten des Expertenrates vornimmt. Der Expertenrat verfügt über einen siebenköpfigen „Informationsdienst“, dessen Aufgabe es ist, Informationen über den Revolutionsführer zu sammeln und die Tagungen des Expertenrates vorzubereiten.
Am 4. Juni 1989, nach dem Tode Chomeinis, wählte der Expertenrat Seyyed Ali Chāmene'i zum neuen Revolutionsführer. Die dazu erforderliche Verfassungsänderung wurde in einem Referendum am 28. Juli 1989 im Nachhinein bestätigt.
In einem bisher einmaligen Schreiben an den Expertenrat forderte im August 2009 eine Versammlung von rund 700 ehemaligen und gegenwärtigen Parlamentariern die Absetzung des Revolutionsführers Ali Chamene'i. Die Abgeordneten halten fest, dass der Revolutionsführer als oberste Instanz für das Vorgehen der Polizei und Milizen nach den iranischen Präsidentschaftswahlen 2009 verantwortlich und daher zur Rechenschaft gezogen werden müsse. Die Abgeordneten kritisieren das Vorgehen der Polizei und Basidschi-Milizen in den vergangenen Wochen der Proteste nach den iranischen Präsidentschaftswahlen 2009 auf das Schärfste und verurteilten die Schauprozesse, die in stalinistischer Manier gegen Oppositionelle organisiert seien. Ebenso wird das inzwischen geschlossene Gefängnis Kahrisak, in dem inhaftierte Demonstranten schwer misshandelt und in zahlreichen Fällen zu Tode gefoltert wurden, als schlimmer als die US-Gefängnisse Abu Ghuraib und Guantánamo bezeichnet.

## Sitzverteilung
Die Anzahl der Sitze im Expertenrat ist vorgegeben und richtet sich auch nach der Größe der Provinzen:

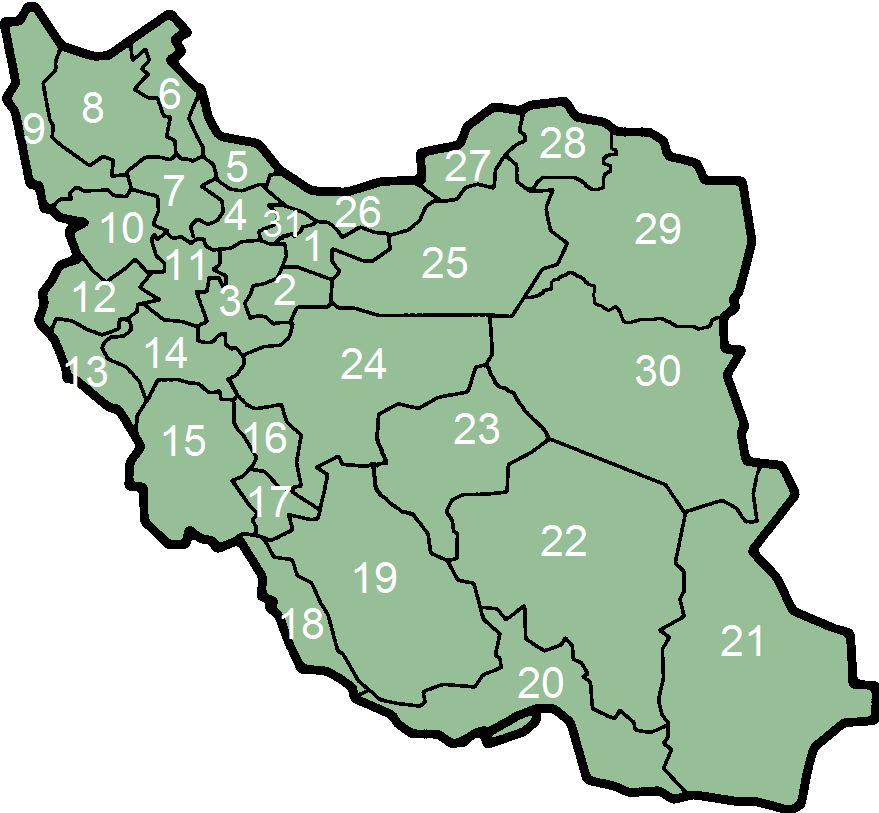
Verwaltungsgliederung des Iran

| Nr. | Provinz                       | Anzahl der Sitze |
| --- | ----------------------------- | ---------------- |
| 1   | Tehrān                        | 16               |
| 2   | Qom                           | 1                |
| 3   | Markazi                       | 2                |
| 4   | Qazvin                        | 2                |
| 5   | Gilān                         | 4                |
| 6   | Ardabil                       | 2                |
| 7   | Zandschān                     | 1                |
| 8   | Ost-Aserbaidschan             | 5                |
| 9   | West-Aserbaidschan            | 3                |
| 10  | Kurdistan                     | 2                |
| 11  | Hamadān                       | 2                |
| 12  | Kermānschāh                   | 2                |
| 13  | Ilām                          | 1                |
| 14  | Lorestān                      | 2                |
| 15  | Chūzestān                     | 6                |
| 16  | Tschahār Mahāl und Bachtiyāri | 1                |
| 17  | Kohgiluye und Boyer Ahmad     | 1                |
| 18  | Būschehr                      | 1                |
| 19  | Fārs                          | 5                |
| 20  | Hormozgān                     | 1                |
| 21  | Sistan und Belutschistan      | 2                |
| 22  | Kermān                        | 3                |
| 23  | Yazd                          | 1                |
| 24  | Esfahān                       | 5                |
| 25  | Semnān                        | 1                |
| 26  | Māzandarān                    | 4                |
| 27  | Golestan                      | 2                |
| 28  | Nord-Chorasan                 | 1                |
| 29  | Razavi-Chorasan               | 6                |
| 30  | Süd-Chorasan                  | 1                |
|     |                               | 86               |